# Ectocion
Ectocion  is een uitgestorven zoogdier uit de familie Phenacodontidae van de Condylarthra, dat leefde in het Laat-Paleoceen en Vroeg-Eoceen.

## Uiterlijk en leefwijze
Ectocion was kleiner dan de verwante Phenacodus. De kleinste soorten zoals E. parvus waren slechts drie tot vijf kilogram zwaar. E. osbornianus was acht tot tien kilogram zwaar. Wat betreft formaat zal  Ectocion te vergelijken zijn geweest met hedenhaage agoeti's en paca's. Het dier was beter aangepast voor rennen dan eerdere condylarthen met aan de poten vijf tenen met nagelachtige hoeven. De kop was lang met een gering hersenvolume. Ectocion had brede tanden, wat wijst op een dieet van vruchten en zachte bladeren. Wellicht werden ook insecten gegeten.

## Fossiele vondsten
Fossielen van Ectocion zijn in Noord-Amerika gevonden in het gebied van de Great Plains (onder meer San Juan-bekken, Clark's Fork-bekken, Black Peaks-formatie, Bighorn-bekken en Wasatch-formatie), Baja California en Mississippi (Tuscahoma-formatie). 